# 肛門三角
肛門三角（こうもんさんかく）は、左右の坐骨結節（英語: Ischial tuberosity）と尾骨尖端を結ぶ三角で部分であり、会陰の後方を占める。ちなみに、前方は尿生殖三角が占める。肛門三角の正中線上には肛門があり、深部には骨盤隔膜がある。